# Granicznik (Góry Suche)
Granicznik (niem. Grenzberg lub Grenz Berg) (801 m n.p.m.) – wzniesienie w Sudetach Środkowych, w Górach Kamiennych, w środkowej części pasma Gór Suchych.

## Położenie
Granicznik położony jest na południowy zachód od miejscowości Głuszyca, w bocznym grzbiecie odchodzącym od Ruprechtickiego Szpiczaka ku północnemu wschodowi.
Granicznik zbudowany jest z permskich melafirów (trachybazaltów) należących do północnego skrzydła niecki śródsudeckiej.
Wzniesienie porośnięte jest lasem świerkowym regla dolnego.